# D'Alembertov kriterij
D'Alembertov kritêrij (ali (d'Alembertov) kvócientni kritêrij) [dalembèrov ~] je v matematiki kriterij za konvergenco neskončne vrste:
{\displaystyle \sum _{n=0}^{\infty }a_{n}\!\,,}
katere členi so realna ali kompleksna števila. Kriterij je prvi objavil Jean le Rond d'Alembert. D'Alembert je prvi raziskoval konvergenco vrst leta 1768 v svojem članku Réflexions sur les suites et sur les racines imaginaires. Njegov kriterij obravnava števila:
{\displaystyle L=\lim _{n\rightarrow \infty }\left|{\frac {a_{n+1}}{a_{n}}}\right|\!\,,}
kjer »lim« označuje limito, ko gre n proti neskončnosti.
Po kriteriju je vrsta:
- absolutno konvergentna, če je L < 1,
- divergentna, če je L > 1.

Če je L = 1 ali, če limita ne obstaja, kriterij odpove in je neodločljiv, saj obstajajo tako konvergentne, absolutno konvergentne kot divergentne vrste, za katere to velja.

## Zgledi

### Konvergentno
Zgled 1
Geometrična vrsta:
{\displaystyle \sum _{n=1}^{\infty }{\frac {1}{2^{n-1}}}=\sum _{n=1}^{\infty }{\frac {2}{2^{n}}}\!\,}
konvergira in je po d'Alembertovem kriteriju:
{\displaystyle \lim _{n\to \infty }\left|{\frac {a_{n+1}}{a_{n}}}\right|=\lim _{n\to \infty }\left|{\frac {\frac {2}{2^{n+1}}}{\frac {2}{2^{n}}}}\right|={\frac {1}{2}}<1\!\,.}
Zgled 2
Tudi vrsta:
{\displaystyle \sum _{n=1}^{\infty }{\frac {n}{2}}{\frac {1}{2^{n-1}}}=\sum _{n=1}^{\infty }{\frac {n}{2^{n}}}\!\,}
konvergira, saj je po d'Alembertovem kriteriju:
{\displaystyle \lim _{n\to \infty }\left|{\frac {a_{n+1}}{a_{n}}}\right|=\lim _{n\to \infty }\left|{\frac {\frac {n+1}{2^{n+1}}}{\frac {n}{2^{n}}}}\right|=\lim _{n\to \infty }\left|{\frac {1+{\frac {1}{n}}}{2}}\right|={\frac {1}{2}}<1\!\,.}
Zgled 3
Obravnava se vrsto:
{\displaystyle \sum _{n=1}^{\infty }{\frac {n}{e^{n}}}\!\,.}
Prek d'Alembertovega kriterija je:
{\displaystyle {\begin{aligned}\lim _{n\to \infty }\left|{\frac {a_{n+1}}{a_{n}}}\right|&=\lim _{n\to \infty }\left|{\frac {\frac {n+1}{e^{n+1}}}{\frac {n}{e^{n}}}}\right|=\lim _{n\to \infty }\left|{\frac {n+1}{e^{n+1}}}{\frac {e^{n}}{n}}\right|=\lim _{n\to \infty }\left|{\frac {n+1}{n}}{\frac {e^{n}}{e^{n}e}}\right|=\lim _{n\to \infty }\left|\left(1+{\frac {1}{n}}\right){\frac {1}{e}}\right|\\&=1\cdot {\frac {1}{e}}={\frac {1}{e}}<1\!\,.\end{aligned}}}
Ker je {\displaystyle 1/e\!\,} manjše od 1, vrsta konvergira.
Zgled 4
Vrsta:
{\displaystyle \sum _{n=1}^{\infty }{\frac {z^{n}}{n!}}\!\,}
absolutno konvergira za vse kompleksne z, saj je:
{\displaystyle \lim _{n\to \infty }\left|{\frac {a_{n+1}}{a_{n}}}\right|=\lim _{n\to \infty }{\frac {|z|}{n+1}}=0<1\!\,.}

### Divergentno
Zgled 5
Obravnava se vrsto:
{\displaystyle \sum _{n=1}^{\infty }{\frac {e^{n}}{n}}\!\,.}
Po d'Alembertovem kriteriju je:
{\displaystyle {\begin{aligned}\lim _{n\to \infty }\left|{\frac {a_{n+1}}{a_{n}}}\right|&=\lim _{n\to \infty }\left|{\frac {\frac {e^{n+1}}{n+1}}{\frac {e^{n}}{n}}}\right|=\lim _{n\to \infty }\left|{\frac {e^{n+1}}{n+1}}{\frac {n}{e^{n}}}\right|=\lim _{n\to \infty }\left|{\frac {n}{n+1}}{\frac {e^{n}e}{e^{n}}}\right|=\lim _{n\to \infty }\left|\left(1-{\frac {1}{n+1}}\right)e\right|\\&=1\cdot e=e>1\!\,.\end{aligned}}}
Ker je {\displaystyle e} večje od 1, vrsta divergira.

### Neodločljivo
Zgled 6
Če je:
{\displaystyle \lim _{n\to \infty }\left|{\frac {a_{n+1}}{a_{n}}}\right|=1\!\,}
je iz d'Alembertovega kriterija nemogoče izpeljati ali vrsta konvergira ali divergira. 
Zgled 7
Vrsta: 
{\displaystyle \sum _{n=1}^{\infty }1\!\,}
na primer divergira, d'Alembertov kriterij pa da: 
{\displaystyle \lim _{n\to \infty }\left|{\frac {a_{n+1}}{a_{n}}}\right|=\lim _{n\to \infty }\left|{\frac {1}{1}}\right|=1\!\,.}
Zgled 8
Harmonična vrsta:
{\displaystyle \sum _{n=1}^{\infty }{\frac {1}{n}}\!\,}
tudi divergira, d'Alembertov kriterij pa da:
{\displaystyle \lim _{n\to \infty }\left|{\frac {a_{n+1}}{a_{n}}}\right|=\lim _{n\to \infty }\left|{\frac {n}{n+1}}\right|=1\!\,.}
Zgled 9
Na drugi strani vrsta:
{\displaystyle \sum _{n=1}^{\infty }{\frac {1}{n^{2}}}\!\,}
absolutno konvergira, vendar je:
{\displaystyle \lim _{n\to \infty }\left|{\frac {a_{n+1}}{a_{n}}}\right|=\lim _{n\to \infty }\left|{\frac {\frac {1}{(n+1)^{2}}}{\frac {1}{n^{2}}}}\right|=\lim _{n\to \infty }\left|{\frac {n^{2}}{(n+1)^{2}}}\right|=1\!\,.}
Zgled 10
In končno vrsta: 
{\displaystyle \sum _{n=1}^{\infty }(-1)^{n}{\frac {1}{n}}\!\,}
pogojno konvergira, vendar je:
{\displaystyle \lim _{n\to \infty }\left|{\frac {a_{n+1}}{a_{n}}}\right|=\lim _{n\to \infty }\left|{\frac {\frac {(-1)^{n+1}}{(n+1)}}{\frac {(-1)^{n}}{n}}}\right|=1\!\,.}

## Značilnosti kriterija
Zgornji pogoj, kjer v limiti nastopa absolutna vrednost, velja za vrste s pozitivnimi ali negativnimi členi. Če so členi le pozitivni, absolutna vrednost ni potrebna.
Vrst, kjer je L = 1, je razmeroma veliko, tako da je d'Alembertov kriterij sicer preprosto, vendar dokaj okorno orodje za presojo ali je dana vrsta konvergentna ali ni.

## L=1 in Raabejev kriterij
Kot je razvidno iz predhodnih petih zgledov, d'Alembertov kriterij odpove, ko je limita kvocienta enaka 1. Razširitev d'Alemberovega kriterija, ki jo je podal Joseph Ludwig Raabe včasih omogoča rešitev tudi takšnih primerov. Če je po Raabejevem kriteriju:
{\displaystyle \lim _{n\to \infty }\left|{\frac {a_{n+1}}{a_{n}}}\right|=1\!\,}
in, če obstaja takšno pozitivno število c, da velja:
{\displaystyle \lim _{n\to \infty }\,n\left(\,\left|{\frac {a_{n+1}}{a_{n}}}\right|-1\right)=-1-c\!\,,}
potem vrsta absolutno kovergira. D'Alembertov in Raabejev kriterij sta prvi in drugi izrek v stopenjski razporeditvi takšnih izrekov po De Morganu. Podoben kriterij kot je Raabejev je skoraj istočasno neodvisno odkril Farkas Bolyai.